# Vicaire
Pour les articles homonymes, voir Vicaire (homonymie).

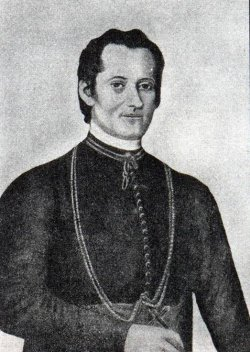
Représentation d'un vicaire ukrainien, portrait d'Ivan (John) Ivanovich Churgovich (1791 - 1862), professeur, chanoine, docteur en théologie.

Vicaire est un titre laïc ou religieux chrétien selon le contexte. Étymologiquement, ce mot est un emprunt au latin classique vicarius signifiant « suppléant, remplaçant ».

## Histoire

### Empire romain
Dans l'organisation de l'Empire romain à partir de Dioclétien, le vicarius (ou vice-préfet du prétoire) est le responsable d'un diocèse, ensemble de provinces, sans lien avec la religion. Il est donc le supérieur des gouverneurs et le subordonné du préfet du prétoire.

### Epoque carolingienne
À l'époque carolingienne, le vicaire est un officier chargé de rendre la justice. Sa juridiction est une vicairie ou viguerie, et est un subordonné au comte.

### Saint-Empire romain germanique
Le titre de vicaire impérial fut également utilisé dans le Saint-Empire romain germanique.
Il désignait d’abord la personne chargée d’administrer l’empire en cas de vacance du siège impérial.
Il désigna également un gouverneur de province, mais ce rôle devint symbolique à partir du XIVe siècle. Il resta toutefois prisé jusqu'à l'époque moderne car il apportait aux petits souverains locaux un surcroît de légitimité politique.

### Italie

#### Vicariats
Au début du XIIIe siècle, l'empereur Frédéric II organisa le regnum Italiae (« royaume d’Italie », c'est-à-dire le nord de la péninsule) en plusieurs vicariats. Ces vicariats étaient confiés à des représentants impériaux nommés pour un an et dont les compétences étaient à la fois civiles et militaires. Ces vicaires étaient inspirés de l’organisation qu’il avait mise en place en Sicile. De 1237 à 1240, neuf vicariats impériaux furent fondés :
1. Vicariat de la province d’amont de Pavie, centré sur le Piémont et la Lombardie occidentale (1237).
2. Vicariat général de la Marche de Trévise (1239]).
3. Vicariat de la province d'aval de Pavie, dont la capitale est Crémone (1239).
4. Vicariat général du royaume de Bourgogne (1239).
5. Vicariat de Romagne (1239).
6. Vicariat de Lunigiana, centré sur la Ligurie (1239).
7. Vicariat de Toscane (1240).
8. Vicariat de la Marche d'Ancône et duché de Spolète (1240).
9. Vicariat de Toscane pontificale (1240).

#### Vicaire impérial et vicaire pontifical
En Italie du nord et du centre, le titre de vicaire impérial (délivré par l’empereur ou de vicaire pontifical délivré par le pape) fut utilisé à la fin du XIIIe siècle et durant tout le XIVe siècle pour désigner un représentant de l’autorité impériale ou pontificale sur un territoire. L’attribution du titre vaut reconnaissance des fonctions juridiques et administratives sur ce territoire pour un nombre d’années données moyennant le paiement d’une somme d’argent (le census).
Le vicaire a la faculté de juger les causes en dernière instance, d'exercer le droit de grâce, de prescrire des règles de droit supplantant les statuts communaux, d'imposer des taxes nouvelles, il a également le droit de paix et de guerre.
Le vicaire impérial peut ajouter l’aigle impériale à ses armoiries.
Dans l’évolution du pouvoir dans les communes italiennes, le stade du vicariat se situe entre la période des institutions communales (conseil des consuls, capitaine du peuple, podestat) et celle des titres seigneuriaux héréditaires, obtenus par le biais de l’institution féodale (duc, comte, marquis), qui prendra sa suite de la fin du XIVe au XVe siècle et par laquelle l’empereur et le pape marqueront leur autorité sur leurs territoires.
La mise en place du vicariat pontifical fut surtout l’œuvre du cardinal de Albornoz.
Bien que tombé en désuétude, le vicariat impérial resta prisé en Italie du nord jusqu’au XIXe siècle par les seigneurs locaux à qui il apportait une certaine légitimité.

## Religion

### Catholicisme
- Le vicaire est un prêtre qui assiste le curé dans une paroisse catholique. Il est nommé par l'évêque. Sous l'Ancien Régime, il était habituellement choisi par le curé, son choix devant être approuvé par l'évêque. Un vicaire était rémunéré par le curé sur le revenu qui lui était attribué.

En Bretagne, on appelle le curé recteur, tandis que les vicaires sont appelés curés, et les prêtres auxiliaires sont parfois appelés vicaires.
- Sous l'Ancien Régime, un vicaire perpétuel était le desservant d'une église dont le curé était une personne morale (désignée comme curé primitif), par exemple une communauté religieuse, et qui percevait les revenus attachés à cette église. Le curé primitif désignait le vicaire perpétuel et le rémunérait, mais celui-ci devait être investi par l'évêque du diocèse. Comme son titre l'indiquait, le vicaire perpétuel était inamovible en comparaison du vicaire ordinaire soumis aux contingences paroissiales.
- Un vicaire général ou grand-vicaire est un prêtre désigné par l'évêque pour le seconder dans ses responsabilités.
- Le vicaire épiscopal est un prêtre choisi par l’évêque pour le conseiller et le seconder dans un domaine particulier (une partie territoriale du diocèse, un secteur apostolique particulier ou un groupe déterminé de fidèles). Pour cela, il reçoit en ce domaine délégation des responsabilités de l'évêque. Lorsque cette responsabilité s’exerce sur une partie territoriale du diocèse, il peut porter le titre d'archidiacre le temps de son service, responsable d’un archidiaconé.
- Le général des Chartreux gouverne l'ordre avec des collaborateurs qu'on appelle officiers : le vicaire, le scribe, le sous-scribe, le procureur de la Grande Chartreuse, le coadjuteur. Le prieur d'une chartreuse se fait aider dans son administration, pour le spirituel par le vicaire et pour le temporel par le procureur.
- Le Vicaire du Christ est un titre pontifical ; le Christ étant l'unique prêtre de qui découle tout le sacerdoce, le pape est considéré comme le vicaire, ou représentant, du Christ sur la terre pour l'Église universelle. De même, chaque évêque diocésain est le vicaire du Christ pour son Église particulière.
- Un vicaire apostolique est un évêque qui dirige une circonscription ecclésiastique non encore érigée en diocèse à part entière.
- Le cardinal vicaire de Rome est le cardinal qui supplée le pape dans ses fonctions d'administrateur du diocèse de Rome. C'est lui qui est chargé d'annoncer la mort du pape au peuple de Rome.
- Expiation vicaire ou satisfaction vicaire est une formule théologique signifiant l'expiation ou la satisfaction, à savoir l'accomplissement d'une peine, « à la place » d'autrui ; elle s'emploie pour le Christ, Jésus, qui a souffert « à la place » des hommes pécheurs[1]

### Protestantisme
Dans l'Église d'Angleterre, le terme de vicaire (vicar) se réfère généralement à un curé, avec sa paroisse. À la différence d'un recteur, il n'est pas le titulaire de droit de la dîme attachée à une paroisse ; mais aujourd'hui, les termes « recteur » et « vicaire » sont interchangeables. Si un vicaire est choisi par son évêque pour être responsable sur une partie territoriale du diocèse, il porte le titre de doyen (dean) ou d'archidiacre (archdeacon) le temps de son service, responsable d’un doyenné (deanery) ou archidiaconé (archdeaconry). Les archidiacres doivent servir comme curés pendant six ans auparavant.

### Orthodoxie
Dans l'Église orthodoxe, le vicaire ou évêque vicaire, est un évêque n'ayant pas d'éparchie (diocèse) en propre, et assistant l'évêque dans son gouvernement. Ce titre correspondant en pratique à celui de « chorévêque ». Le vicaire peut recevoir en délégation de l'évêque un territoire particulier (vicariat) ou le titre d'une ville du diocèse.